# Universidade de Iaundé

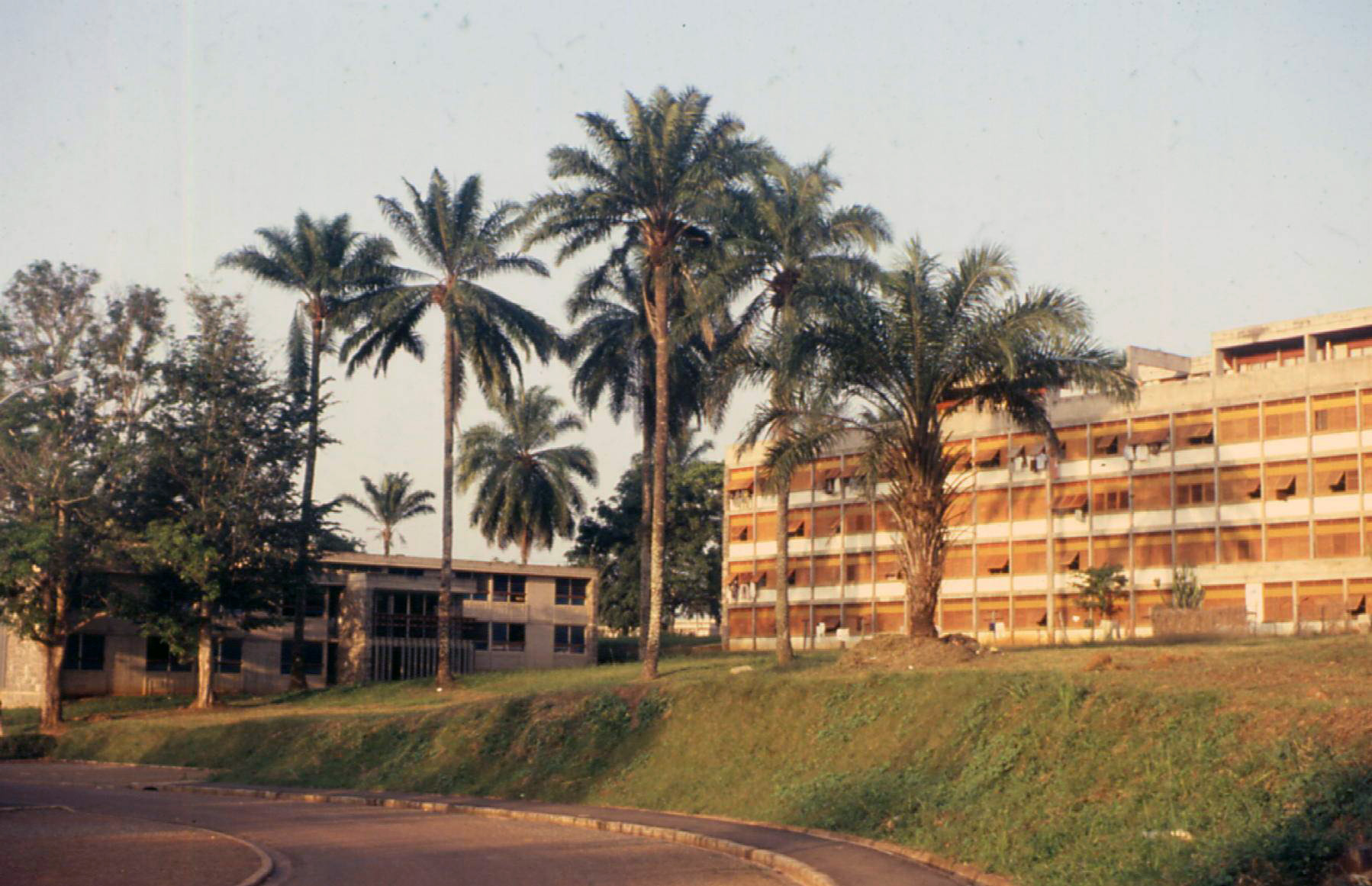
Universidade de Iaundé em 1973.

A Universidade de Iaundé (em francês: Université de Yaoundé) foi uma universidade pública em Iaundé, capital dos Camarões.
Substituiu o "Instituto Nacional de Estudos Superiores", sendo inaugurada em 26 de julho de 1962, com o nome de "Universidade Federal de Iaundé" e renomeada para "Universidade de Iaundé" em 1972.
Em 1993, após uma reforma universitária, a Universidade de Iaundé foi dividida em duas: Universidade de Iaundé I e Universidade de Iaundé II.